# Zhunan
Zhunan (chinois traditionnel : 竹南鎮 ; pinyin : Zhúnán Zhèn) est une commune du comté de Miaoli située sur l'île de Taïwan, en Asie de l'Est.

## Géographie

### Situation
Zhunan est une commune urbaine du nord du comté de Miaoli, sur l'île de Taïwan. Elle s'étend sur 37,559 2 km2, le long de la côte ouest de l'île, au nord-ouest de Miaoli, capitale du comté.

### Démographie
Au 1er janvier 2017, la commune de Zhunan comptait 85 010 habitants (1 594 hab./km2) dont 49,55 % de femmes.

### Hydrographie
Une partie de la limite sud de Zhunan est formée par le cours inférieur du fleuve Zhonggang (54 km) dont l'embouchure est située dans le détroit de Taïwan, à la pointe sud-ouest de la commune.